# Magazyn na topie
Magazyn na topie – publikacja komiksowa The Walt Disney Company wydana przez Egmont Polska w 2014 roku z okazji Mundialu w Brazylii 2014. Wydanie nawiązuje do wydanych już wcześniej numerów z serii Komiksy z ekranu (w 2002 roku - nr 2/2002) oraz Prosto z ekranu (w 2012 roku - nr 1/2012). Pierwszy i jedyny numer został zatytułowany Goool! (1/2014). W publikacji premierowo wydano komiksy: 
- Energia tłumu (kod Inducks: XPW GOL 2014-1) – część 1 czteroczęściowego komiksu Tajemnica mundialu;
- Wszystko przez bramkarza (XPW GOL 2014-2);
- Piłka jest okrągła (XPW GOL 2014-4) – część 3 komiksu Tajemnica mundialu;
- Stylowy komentarz (XPW GOL 2014-5);
- Duchy mistrzostw (XPW GOL 2014-6) – część 4 komiksu Tajemnica mundialu.

W polskim komiksie, będącym kopią niemieckiego wydania, czteroczęściowy komiks Tajemnica mundialu został skrócony do 3 części. Nie została wydrukowana 2 część komiksu, a części 3 i 4 zostały ponumerowane jako 2 i 3, powodując braki w ciągłości historii. Część 2 w Polsce nigdy nie została wydana.